# Martín Caballero Madrid
Martín Caballero Madrid (Madrid, Comunitat de Madrid, 16 de gener de 1984) és un àrbitre de bàsquet espanyol de la lliga ACB. Pertany al Comitè d'Àrbitres de la Comunitat de Madrid.

## Trajectòria
Va començar a arbitrar quan tenia 16 anys, el 2000. Va ser ascendit a la màxima categoria (Lliga ACB) en la temporada 2014-15, al costat del català Víctor Mas Cagide.

## Temporades
| Categoria       | País    | Any               |
| --------------- | ------- | ----------------- |
| Categories base | Espanya | 2000 - 2008       |
| FEBR            | Espanya | 2008 - 2014       |
| Lliga ACB       | Espanya | 2014 - Actualitat |